# UBC-T-Klasse
Die T-Klasse ist eine Klasse von Massengutfrachtern der US-amerikanischen Reederei United Bulk Carriers.

## Geschichte
Die Schiffe wurden auf der japanischen Werft Saiki Heavy Industries Co. in Saiki gebaut. Das erste Schiff der Serie wurde am 28. Oktober 2002 bestellt. Noch vor dessen Kiellegung im Jahr 2004 wurden am 30. Juni 2003 zwei weitere Einheiten bestellt. Drei weitere Einheiten wurden am 18. August 2006 im Jahr nach der Ablieferung des dritten Schiffs der Serie bestellt.
Die Schiffe werden von United Bulk Carriers in Wayne im US-Bundesstaat Pennsylvania in der weltweiten Fahrt eingesetzt. Bereedert werden sie von Intership Navigation Co. in Limassol, Zypern. Beide Unternehmen gehören zur Hartmann-Gruppe, die ihren Hauptsitz in Leer (Ostfriesland) hat.

## Beschreibung
Die Schiffe werden von einem Mitsubishi-Dieselmotor (Typ: 6UEC52LS) mit 7.980 kW Leistung angetrieben. Der Motor wirkt auf einen Festpropeller. Die Reisegeschwindigkeit der Schiffe beträgt rund 15 kn. Für die Stromerzeugung stehen zwei von Yanmar-Dieselmotoren (Typ: 6N18AL-UV) mit 550 kW Leistung angetriebene Generatoren zur Verfügung. Weiterhin wurde ein von einem MAN-Dieselmotor mit 250 kW Leistung angetriebener Notgenerator verbaut (hier kamen die Motorentypen D2866 LXE30 bzw. D2866 LXE20 zum Einsatz).
Die Schiffe verfügen über sechs boxenförmige Laderäume. Laderaum 1 ist 20,8 m lang. Er ist im hinteren Bereich 20,0 m breit und verjüngt sich nach vorne auf 12,0 m. Die Laderäume 2 und 4 sind jeweils 25,6 m lang, die Laderäume 3 und 5 sind jeweils 26,4 m lang und 24,0 m breit. Laderaum 6 ist 17,6 m lang. Er ist im vorderen Bereich 24 m breit und verjüngt sich nach hinten auf 10,4 m. Die Laderäume sind jeweils 15,3 m hoch und haben nach vorne und hinten etwas Unterstau. Die Laderäume sind mit hydraulisch betriebenen Faltlukendeckeln verschlossen. Die Lukenabmessungen von Laderaum 1 betragen 11,2 × 20,0 m, bei den Laderäumen 2 bis 4 sind es 21,6 × 24,0 m und bei Laderaum 6 sind es 14,4 × 24,0 m. Für den Ladungsumschlag stehen drei hydraulische Schiffskrane zur Verfügung. Diese befinden sich zwischen Luke 1 und 2, 3 und 4 sowie 5 und 6. Die Krane können jeweils 36 t heben. Die Schiffe sind mit drei Greifern mit jeweils 12 m³ Fassungsvermögen für den Umschlag von Massengütern ausgestattet.
Die Schiffe sind für den Transport von Containern an Deck vorbereitet. Auf Luke 1 können acht TEU nebeneinander und zwei Lagen übereinander geladen werden. Auf Luke 2 finden zehn TEU nebeneinander und drei TEU hintereinander in zwei bis drei Lagen übereinander Platz. Auf Luke 3 und 4 können jeweils zehn TEU nebeneinander und drei TEU hintereinander drei Lagen hoch geladen werden, auf Luke 5 sind es zehn TEU nebeneinander und drei TEU hintereinander bei vier Lagen übereinander. Auf Luke 6 finden zehn TEU nebeneinander und zwei TEU hintereinander Platz, die vier Lagen übereinander geladen werden können. Zusätzlich kann jeweils ein TEU drei bzw. vier Lagen hoch querschiffs neben den Kranen 2 und 3 geladen werden.
Die Decksaufbauten befinden sich im hinteren Bereich der Schiffe. Hinter den Decksaufbauten befindet sich ein Freifallrettungsboot.

## Schiffe
| T-Klasse      | T-Klasse  | T-Klasse    | T-Klasse                                              | T-Klasse                   |
| Bauname       | Baunummer | IMO- Nummer | Kiellegung Stapellauf Ablieferung                     | Umbenennungen und Verbleib |
| ------------- | --------- | ----------- | ----------------------------------------------------- | -------------------------- |
| UBC Tampico   | SH-1132   | 9285354     | 2. August 2004 18. Oktober 2004 15. Dezember 2004     | 2024: Linden               |
| UBC Tokyo     | SH-1150   | 9300752     | 17. Dezember 2004 1. August 2005 5. Oktober 2005      |                            |
| UBC Toronto   | SH-1151   | 9300764     | 17. Dezember 2004 6. Oktober 2005 6. Dezember 2005    | 2024: Saraca               |
| UBC Tampa     | SH-1180   | 9416707     | 5. Dezember 2008 30. Juli 2009 24. September 2009     |                            |
| UBC Tarragona | SH-1181   | 9416719     | 4. Dezember 2008 22. September 2009 12. November 2009 |                            |
| UBC Tilbury   | SH-1182   | 9416721     | 5. Dezember 2008 12. Januar 2009 13. Januar 2010      |                            |

Die Schiffe wurden bei UBC unter der Flagge Zyperns mit Heimathafen Limassol betrieben.